# 南松尾村
南松尾村（みなみまつおむら）は、かつて大阪府にあった村。現在の和泉市中部、松尾川が形成する松尾谷の南部にあたる。

## 歴史
- 1889年（明治22年）4月1日、和泉郡松尾寺村、春木村、久井村、若樫村、春木川村が合併して、和泉郡南松尾村が発足。大字久井に村役場を設置。
- 1896年（明治29年）4月1日、郡の統廃合により、泉北郡が成立。
- 1956年（昭和31年）9月1日、和泉町を中心とする1町6村の合併により、和泉市となる。